# Alceu Valença

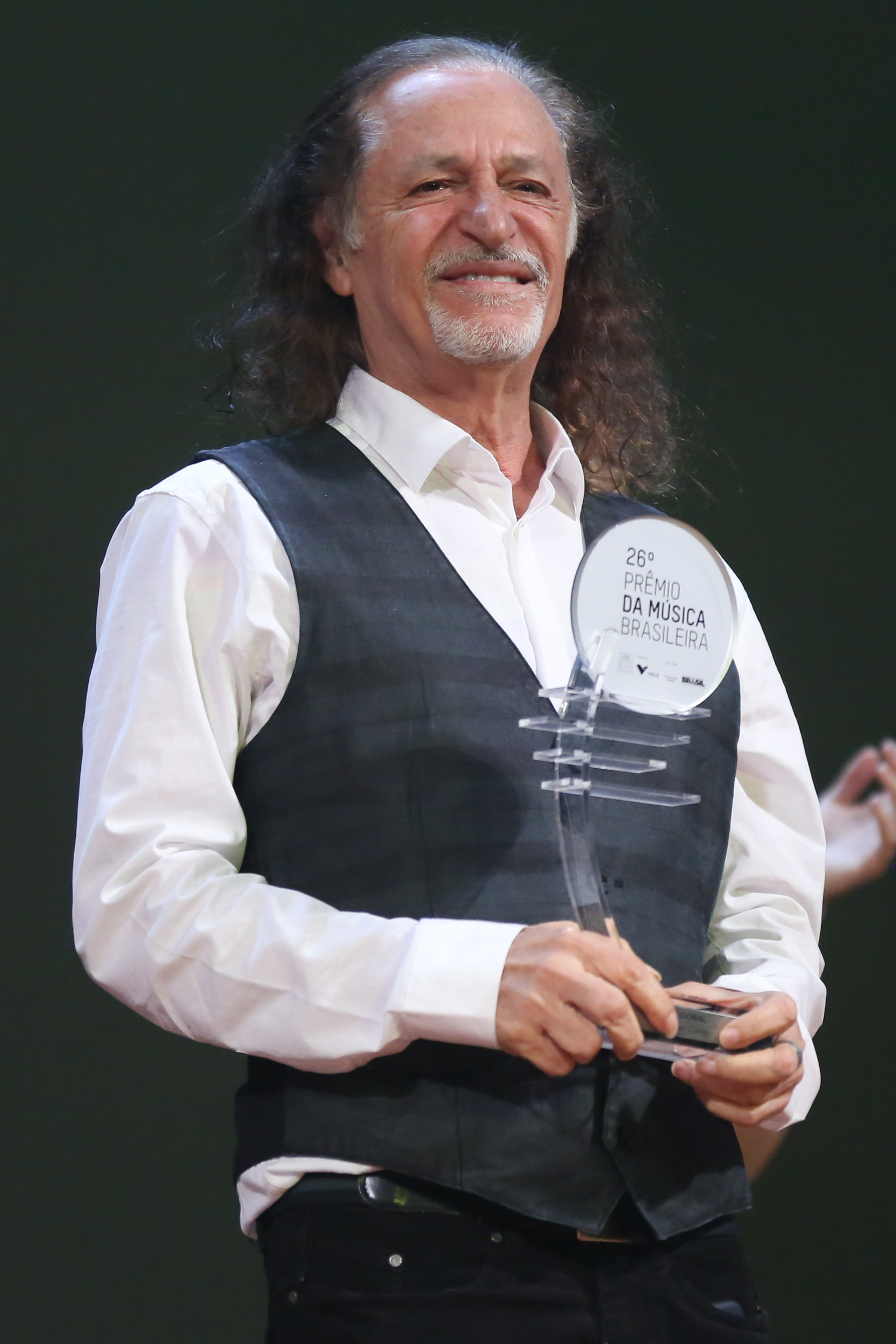
Alceu Valença, 2015

Alceu Valença (* 1. Juli 1946 in São Bento do Una in Pernambuco) ist ein brasilianischer Singer-Songwriter.

## Biographie
Nach einem erfolgreichen Abschluss des Studiums der Rechtswissenschaften im Jahr 1970 arbeitete er nur wenige Monate auf diesem Gebiet, bevor er sich der Musik widmete. Seine erste Platte Quadrofônica entstand zusammen mit dem Gitarristen Geraldo Azevedo unter dem Gruppennamen Alceu Valença e Geraldo Azevedo im Jahr 1972. Damit wurde er einem größeren brasilianischen Publikum über die Grenzen Pernambucos hinaus bekannt.
Der Singer/Songwriter hat seitdem über zwanzig Alben veröffentlicht. Seine Musik ist eine Mischung aus brasilianischem Folk, Rock und Jazz. Er trat unter anderem beim Montreux Jazz Festival und beim Musikfestival Rock in Rio II auf – direkt nach Prince. Er arbeitete mit vielen international bekannten brasilianischen Künstlern zusammen, unter anderem Elba Ramalho und deren Cousin Zé Ramalho.

## Diskografie

### Studioalben
- 1972 – Alceu Valença & Geraldo Azevedo
- 1974 – A Noite do Espantalho
- 1974 – Molhado de Suor
- 1977 – Espelho Cristalino
- 1979 – Saudade de Pernambuco
- 1980 – Coração Bobo
- 1981 – Cinco Sentidos
- 1982 – Cavalo de Pau
- 1983 – Anjo Avesso
- 1984 – Mágico
- 1985 – Estação da Luz
- 1986 – Rubi
- 1987 – Leque Moleque
- 1990 – Andar Andar
- 1991 – 7 Desejos
- 1994 – Maracatus, Batuques e Ladeiras
- 1997 – Sol e Chuva
- 1998 – Forró de Todos os Tempos
- 2001 – Forró Lunar
- 2002 – De Janeiro a Janeiro
- 2004 – Na Embolada do Tempo
- 2008 – Ciranda Mourisca
- 2014 – Amigo da Arte
- 2015 – A Luneta do Tempo
- 2021 – Sem Pensar no amanhã
- 2021 – Saudade
- 2021 – Senhora Estrada
- 2022 – Alceu Valença e Paulo Rafael

### Livealben
- 1976 – Vivo!
- 1982 – Ao Vivo
- 1983 – Brazil Night
- 1986 – Ao Vivo
- 1988 – Oropa, França e Bahia
- 1996 – O Grande Encontro
- 1999 – Todos os Cantos
- 2000 – O Grande Encontro 3
- 2003 – Em Todos os Sentidos
- 2006 – Marco Zero – Ao Vivo
- 2014 – Valencianas (Ao Vivo) – Alceu Valença & Orquestra Ouro Preto